# Teucrium expassum
Teucrium expassum là một loài thực vật có hoa trong họ Hoa môi. Loài này được Pau miêu tả khoa học đầu tiên năm 1889.